# 阿南町立図書館
阿南町立図書館（あなんちょうりつとしょかん）は長野県下伊那郡阿南町の町立図書館。移動図書館車「ふれあい号」が町内を巡回する。

## 建物構造
- 構造 : 鉄筋コンクリート構造[1]
- 延床面積 : 417m2[1]

## 利用情報
- 開館時間 - 10:00 - 18:00（金曜日は10:00 - 19:00）
- 休館日 - 毎週月曜日、祝日、年末年始